# Мъртвородено
Мъртвородено бебе обикновено се дефинира като вътреутробна смърт на плода, която се случва след 28-ата гестационна седмица от бременността (или след 20-ата в някои източници).
Това означава бебе, родено без признаци на живот. Раждане на мъртво бебе може да доведе до естествено чувство за вина или дълбока скръб у майката. Терминът „мъртвородено“ трябва да се разграничи от спонтанния аборт, който е ранна загуба на плода при бременност и раждане на живо бебе, където бебето се ражда живо, дори и да умре скоро след това. 

## Причини
Често причината е неизвестна.  Причините могат да включват усложнения при бременност като прееклампсия и усложнения при раждане, проблеми с плацентата или пъпната връв, вродени дефекти, инфекции като малария и сифилис или влошено здраве на майката. Рисковите фактори включват възраст на майка над 35 години, тютюнопушене, употреба на наркотици, използване на асистирана репродуктивна технология и първа бременност.  Раждане на мъртво бебе може да се подозира, когато майката не усеща движение на плода.  Потвърждението на това подозрение се прави чрез ултразвук. 
Превенцията на раждане на мъртвородени бебета в световен мащаб е възможна чрез подобряване на Здравните системи в различните държави. Около половината от мъртвородените се срещат по време на раждане, като това се среща по-често в развиващия се, отколкото в развития свят. За да се предотврати раждане на мъртво бебе и в зависимост от това колко е напреднала бременността, могат да се използват лекарства за стартиране на раждането или един вид операция известна като разширяване и евакуация.  След раждането на мъртвото бебе жените са изложени на по-висок риск сравнено с раждането на живо бебе, но въпреки това, повечето последващи бременности след едно мъртвородено дете нямат подобни проблеми.  Известни усложнения след едно мъртвородено бебе са депресията, финансовите загуби и разпадането на семейството. 
В световен мащаб през 2015 г. е имало около 2,6 милиона мъртвородени бебета, чиято смърт е настъпила след 28-ата гестационна седмица от бременността (около 1 на всеки 45 раждания). Те се срещат най-често в развиващия се свят, особено в Южна Азия и Африка на юг от Сахара.  В САЩ за всеки 167 раждания има едно мъртвородено. 
Към 2016 г. няма международна система за класификация на причините за раждане на мъртво дете. Причините за големия процент от мъртвородените са неизвестни дори и в случаите, когато са извършени обширни изследвания и аутопсия. Рядко използван термин, който описва това, е „синдром на внезапната пренатална смърт“ или SADS, фраза, измислена през 2000 г. Много мъртвородени бебета се срещат в края на бременността на видимо здрави майки и само при 40% от случаите на направена аутопсия причината за смъртта на бебето става известна.
Смята се, че около 10% от случаите на раждане на мъртво бебе се дължат на затлъстяване, високо кръвно налягане или диабет. 
Другите рискови фактори включват:
- бактериална инфекция, като сифилис[8]
- малария [8]
- вродени дефекти, особено белодробна хипоплазия
- хромозомни аберации
- ограничаване на растежа
- интрахепатална холестаза на бременността
- майчин диабет
- употреба от страна на майката на вещества за развлечение (като алкохол, никотин и др.) или фармацевтични стоки, противопоказани по време на бременност
- преносена бременност
- разкъсвания на плацентата
- физическа травма
- радиационно отравяне
- Rh заболяване
- цьолиакия [14]
- генитално осакатяване на жената [15]

- проблеми с пъпната връв
  - Пролапс на пъпната връв – Изпадането на пъпната връв се случва, когато плодът не е в правилно положение в таза. Разрушават се мембраните и пъпната връв бива избутана извън утробата през шийката на матката. Когато плодът натиска шийката на матката, пъпната връв се компресира и блокира притока на кръв и кислород към плода. Майката има приблизително 10 минути, за да стигне до лекар, преди да нанесе вреда на плода.
  - Близнаци в един сак – Тези близнаци споделят една и съща плацента е един и същи сак и затова пъпната връв на единия може да се оплете с тази на другия. Когато се установи заплитане на пъпната връв на двата плода, силно се препоръчва фетусите да се изродят още през 31-ва гестационна седмица.
  - Дължината на пъпната връв – Късата пъпна връв (<30 см) може да повлияе на плода, защото движенията на плода могат да причинят свиване на пъпната връв или нейното разкъсване. Дълга пъпна връв (> 72 см) може да засегне плода в зависимост от начина, по който плодът взаимодейства с нея. Някои бебета в утробата хващат пъпната връв с ръка, но все още не е известно дали плодът в утробата е достатъчно силен, за да стисне и да спре кръвния поток през пъпната връв. Едно активно бебе в утробата, което често сменя позицията си, може да предизвика заплитане на пъпната връв. Хиперактивният плод трябва да бъде прегледан с ултразвук, за да се изключи заплитане на пъпната връв.
  - Заплитане на пъпна връв – пъпната връв може да обгърне тялото или шията на плода. Когато пъпната връв е увита около врата на плода, тя се нарича „тилна пъпна връв“. Това увиване може да доведе до намаляване на притока на кръв към плода и може да се визуализира с ултразвук.
  - Усукване – Този термин се отнася до усукване на пъпната връв сама около себе си. Усукване на пъпната връв е много честа (особено при мъртвородени коне), но тя не е естествено състояние на пъпната връв). Пъпната връв може да се отвие при раждането. Средно пъпната връв има до 3 усуквания.

Спането по гръб след 28-ата гестационна седмица, може да бъде рисков фактор за раждане на мъртво бебе. 
След раждане на мъртво бебе има риск от 2,5% при следващата бременност отново да се стигне до мъртвородено дете (това е увеличение от 0.4%). 

## Диагноза
Не е известно колко време е необходимо плодът в утробата да умре. Поведението на плода е последователно и промяната в движенията на плода при цикъла на сън-събуждане може да е показател за дистрес и страдание на детето. Намаляване или прекратяване на усещането за активност на бебето може да е индикация за фетален дистрес или смърт, въпреки че не е рядко и за здрав плод да се проявяват такива промени, особено в края на бременността, когато има значително по-малко място в матката, за да може плодът да се движи. Все пак, медицински преглед, включително безстресов тест, се препоръчва в случай на каквато и да е промяна в силата или честотата на движение на плода, особено при пълно прекратяване на движенията; Повечето акушерки и акушери препоръчват използването на ударна карта за подпомагане на откриването на всякакви промени. Фетален дистрес или смърт може да се потвърди или отхвърли чрез fetoscopy / запис на тоновете, ултразвук и / или електронно наблюдение на плода. Ако плодът е жив, но неактивен, допълнително внимание ще бъде отделено на плацентата и пъпната връв по време на ултразвуково изследване, за да се гарантира, че няма проблем с доставката на кислород и хранителни вещества към плода.
Някои изследователи се опитват да разработят модели за ранно идентифициране на бременни жени, които са изложени на висок риск от раждане на мъртво дете.

### Дефиниция
Съществуват редица определения за мъртвородено. За да се даде възможност за сравнение, Световната Здравна Организация препоръчва всяко бебе, родено без признаци на живот след 28 гестационна седмица, да бъде класифицирано като „мъртвородено“.  Други източници дефинират „мъртвородено“ ако това се случи и по-рано през бременността а именно след 16, 20, 22, 24 или 28 гестационна седмица или когато плодът е 350 g, 400 g, 500 g или 1000 g тегло при неговото раждане и не дава признаци на живот. 
Терминът „мъртвородено“ често се използва, за да се разграничи от раждане на живо дете (дори и когато бебето е родено живо, но починало скоро след това) или спонтанен аборт (ранна загуба на плода при бременност). „Спонтанен аборт“ често се използва неправилно за описание на мъртвородено. Терминът „мъртвородено“ се използва предимно в контекста на раждане при човека, но същото явление може да се появи при всички видове бозайници, които имат плацента.

### Притисната пъпната връв
Когато пъпната връв е притисната (виж по-горе „проблеми с пъпната връв“), плодът изпитва периоди на хипоксия и може да реагира чрез необичайно високи периоди на ритане или борба, за да освободи пъпната връв. Те са спорадични, ако притискането на пъпната връв се дължи на промяна в положението на плода или на майката и може да стане по-лошо или по-често при нарастване на плода. Трябва да се обърне особено внимание, ако майката е имала периоди на силно движение или ритане на плода при свои предишни бременности, особено когато ритането на детето в утробата съответства на промяна в позицията ѝ.
Регулирането на високото кръвно налягане, диабета и спирането употребата на наркотици може да намали риска от раждане на мъртво бебе. Притискане на пъпната връв може да бъде идентифицирано и наблюдавано чрез ултразвук, ако е необходимо.
Някои фактори, свързани с майката, са предпоставка за раждане на мъртво бебе, например ако майката е на възраст 35 или повече години, ако страда от диабет, ако е пристрастена към незаконни наркотици, ако е с наднормено тегло или затлъстяване или е пушила цигари през трите месеца преди да забременее.

## Лечение
Смъртта на плода в утробата не представлява непосредствен риск за здравето на жената и раждането обикновено започва спонтанно след две седмици, така че жената може да избере да изчака и роди вагинално мъртвия плод. След две седмици, жената е изложена на риск от развитие на проблеми със съсирването на кръвта затова се препоръчва предизвикване на раждане в този момент. В много случаи, идеята да носи мъртъв плод за жената ще бъде травматична и тя ще избере раждането да бъде предизвикано. Цезарово сечение в този случай не се препоръчва, освен ако по време на нормалното вагинално раждане не се развият усложнения. Начинът, по който лекарите съобщават новината за мъртъв плод на родителите, може да има дълготрайно и дълбоко въздействие върху тях.  Жените трябва да се лекуват физически и емоционално след раждане на мъртво бебе. В Ирландия на жените се предлага „леглото на прегръдка“, което представлява охладено легло, което позволява на майката да прекарат няколко дни с детето си преди погребението или кремацията. 

## Епидемиология
Статистиката в САЩ сочи 1 мъртвородено на 160 раждания, което е приблизително 26 000 мъртвородени всяка година.  В Австралия,  Англия, Уелс,  и Северна Ирландия нормата е около 1 на всеки 200 раждания; в Шотландия, 1 на всеки 167. Броят на мъртвородените в САЩ е намалял с около 2/3 от 1950 г. насам. 
По-голямата част от мъртвородените в света (98%) се случват в страни с нисък и среден доход, където качеството на медицинската помощ е лошо или самата медицинска помощ е недостъпна. Сериозни и надеждни доклади по темата изчисляват, че годишно около 2,6 милиона мъртвородени се раждат по света по време на третия триместър.  Мъртвородените преди това не бяха включени в Глобалното Изследване за смъртността и усложненията, което регистрира смъртността в световен мащаб от различни причини до 2015 г. 

## Общество и култура
Начинът, по който хората гледат на мъртвородените, се е променил много с времето, но неговото икономическо и психо-социално въздействие често се подценява.  Ако в началото на 20 век се случи раждане на мъртвородено, бебето е било взимано и изхвърляно, а от родителите се е очаквало незабавно да се откажат от привързаността си към него и да направят опит за друго дете.  В много страни приятелите и роднините очакват от родителите на мъртвородено дете да се възстановят от загубата на бебето си много скоро след това.  Социално медиираните усложнения като финансови затруднения и депресия са сред най-често срещаните последствия.  Мъртвороденото може да има значителни психологически ефекти върху родителите и по-специално да предизвиква чувство на вина у майката. 

### Правни определения

#### Австралия
В Австралия мъртвородено се определя като бебе, родено без признаци на живот, тежащо повече от 400 грама или родено след 20-ата гестационна седмица от бременността. По закон такова раждане се регистрира. 

#### Австрия
В Австрия мъртвородено се определя като бебе, родено с тегло най-малко 500 грама и без жизнени показатели, като например кръвообращение, дишане или мускулни движения.

#### Канада
През 1959 г. „дефиницията за мъртвородено бе преразгледана, за да съответства по същество на определението за смърт на плода, препоръчано от Световната Здравна Организация.“  Определението за „смърт на плода“ или „фетална смът“, обявено от Световната Здравна Организация през 1950 г., е както следва:
„Фетална смърт“ означава смърт преди пълното изгонване или изваждане от майката на продукт от човешко зачатие, независимо от продължителността на бременността и когато не е предприето прекратяване на бременността. Смъртта е видима от факта, че след такова изгонване или изваждане от тялото на майката плодът не диша или не показва никакви други доказателства за живот като биене на сърцето, пулсация на пъпната връв или съзнателно движение на някои мускули. Сърдечните удари трябва да се различават от преходните сърдечни контракции; дишането трябва да се различава от краткотрайните дихателни усилия или издишване. 

#### Германия
В Германия мъртвородено дете се определя като раждане на дете с тегло най-малко 500 грама без кръвообращение или дишане. Подробностите за погребението варират в различните федерални провинции.

#### Република Ирландия
От 1 януари 1995 г. мъртвородените деца в Република Ирландия трябва да се регистрират; раждания на мъртви деца, настъпили преди тази дата, също могат да се регистрират, но се изискват доказателства за тях.  За целите на гражданската регистрация, т.1 от Закона за регистрация на мъртво дете № 1994 определя за „мъртвородено“
„... дете с тегло от най-малко 500 грама или след достигане на гестационна възраст от поне 24 седмици, което не показва признаци на живот.“

#### Нидерландия
В Нидерландия раждане на мъртво дете се определя по различен начин от централното бюро по статистика (CBS) и Холандския перинатален регистър (Stichting PRN). Числата на раждане и смъртност на CBS включват всички живородени деца, независимо от продължителността на бременността и всички мъртвородени след 24-та гестационна седмица от бременността. В Холандския перинатален регистър (Stichting PRN) е на разположение гестационната продължителност както на живородени, така и на мъртвородени деца. Тук регистрират всички живородени и мъртвородени деца от 22, 24 или 28 седмица от бременността и след това (в зависимост от доклада: фетална, неонатална или перинатална смъртност). Затова данните от тези две институции относно ражданията на живи и мъртви деца не могат просто да бъдат сравнявани едно към едно.

#### Великобритания
В Англия и Уелс от 1927 г. се изисква регистрация на мъртвородени деца, в Шотландия от 1939 г., в Северна Ирландия на се изисква.  Понякога бременността се прекратява умишлено в късна фаза, например при вродена аномалия. Законодателството на Обединеното Кралство изисква тези случаи да бъдат регистрирани като „мъртвородени“ деца. 

##### Англия и Уелс
Законът за регистрация на раждане и смърт 1926 (с измененията), раздел 12 съдържа дефиницията:
„мъртвородено“ е всяко дете, родено след 24-та седмица на бременността, което в нито един момент след раждането си не диша или не показва други признаци на живот.
Подобна дефиниция се намира и в Закона за регистрация на раждане и смърт 1953 г. (с измененията), в s.41.
Горепосочената дефиниция се прилага в рамките на тези закони, така че в други закони не е задължително да се използва същата дефиниция.
s 2 от Закона от 1953 г. изисква регистрацията на раждането да се извърши в рамките на 42 дни след раждането, освен когато се провежда разследване или детето е „открито мъртво и изоставено“, в последния случай срокът започва да тече от момента на откриването.
Извлеченията от регистъра на мъртвородени деца са ограничени до тези, които са получили съгласие от Главния секретар за Англия и Уелс.

##### Шотландия
Раздел 56 (1) от Закон за регистрация на раждания, смърт и брак (Шотландия) 1965 г. (с измененията) съдържа дефиницията, че:
„мъртвородено“ означава дете, родено след 24-та седмица от бременността и което в нито един момент след своето раждане не диша или не показва други признаци на живот или казано с други думи има случай на „раждане на мъртво дете“.
s.21 (1) от същия закон изисква това: -
Освен ако не е предвидено друго в този раздел или както може да бъде предписано, разпоредбите на тази част от закона, доколкото е приложимо, се прилагат за раждане на мъртво дете по същия начин, както те се прилагат за раждането и на живо дете.
В общия случай, т.14 от Закона изисква раждането да бъде регистрирано в рамките на 21 дни от раждането или на детето или от момента, в който е било намерено.
За разлика от регистрите за раждания, бракове, граждански партньорства и смъртни случаи, регистърът на мъртвородените деца няма публичен достъп и издаването на извлечения от него изисква разрешението на Генералния секретар на Шотландия.

##### Северна Ирландия
В Северна Ирландия Заповедта от 1976 г. за регистрация на раждане и смърт (Северна Ирландия) съдържа дефиницията: -
„мъртвородено“ означава бебе, родено или извадено от майката след 24-тата седмица от бременността, което в нито един момент след като е било напълно родено или извадено не диша или не показва други доказателства за живот.
Регистрацията на мъртвородено дете може да се извърши от роднина или друго лице, участващо в раждането, но това не е задължително. Регистрацията се извършва в Регионалния регистър на Района, където се е случило раждането или в Регионалния регистър на Района, в която живее майката. Сертификат за раждане на мъртво бебе ще бъде издаден на регистранта, а допълнителни копия може да се издадат само за тези, които получават официално съгласие за издаването им. Регистрацията може да се извърши в рамките на три месеца след раждането 

#### САЩ
В Съединените щати няма стандартна дефиниция на термина „мъртвородено“. 
В САЩ в Закона за защита на новородените от 2002 се посочва, че всяко дишане, удар на сърцето, пулсираща пъпна връв или потвърдено съзнателно движение на мускул показват раждане на живо, а не на мъртво дете.
Центровете за контрол и превенция на заболяванията събират статистическа информация за „раждането на живи деца, смъртните случаи на плода и предизвиканото прекратяване на бременността“ от 57 докладващи зони в Съединените щати. Всяка от тези 57 докладващи зони има различни ръководства и определения за това какво да докладва; мнозина изобщо не използват термина „мъртвородено“. Федералните ръководства дефинират (на страница 1), че 'смърт на плода'. 'фетална смърт' и 'раждане на мъртвото дете' могат да бъдат взаимозаменяеми. Дефиницията на CDC за „фетална смърт“ се основава на дефиницията, приета от Световната Здравна Организация през 1950 г. (вж. Раздела по-горе за Канада). Изследователите научават повече за дългосрочните психични последствия от травматичното раждане на мъртво дете и смятат, че ефектите могат да бъдат дори и между поколенията 
Федералните ръководства препоръчват докладване на смъртен случай на плода, ако теглото му при раждане е над 12,5 унции (350 g), или възрастта му е след 20-а седмица от бременността. 41 области използват дефиниция, много подобна на федералната дефиниция, 13 области използват съкратено определение за фетална смърт, а 3 области нямат официално определение за смърт на плода. Само 11 области специално използват термина „раждане на мъртво дете“, често синоним на късна смърт на плода, но те са разделени между това дали мъртвите раждания са „независимо от продължителността на бременността“ или дали се прилага ограничение за възрастта или теглото. Движение в САЩ е променило начина, по който раждането на мъртво дете се документира чрез документи. Преди това се е съобщавало само за смъртните случаи. Все пак 27 щата са приели законодателство, което предлага някои варианти на акт за раждане като опция за родителите, които решат да платят за това. Родителите не могат да претендират за освобождаване от данък в случай на мъртвородено бебе, дори и да приложат акт за раждане. За да претендират за освобождаване от данък, раждането трябва да бъде удостоверено като раждане на живо бебе, дори и ако бебето живее кратко след това.